# Phú Vang (huyện)
Phú Vang là một huyện ven biển và đầm phá cũ thuộc thành phố Huế, Việt Nam.

## Địa lý
Phú Vang là huyện đồng bằng ven biển và đầm phá của thành phố Huế, có vị trí địa lý:
- Phía đông giáp huyện Phú Lộc và biển Đông
- Phía tây giáp quận Thuận Hóa và thị xã Hương Thủy
- Phía nam giáp thị xã Hương Thủy và huyện Phú Lộc
- Phía bắc giáp biển Đông.

Huyện có diện tích 235,39 km², dân số năm 2020 là 137.962 người, mật độ dân số đạt 586 người/km².
Phú Vang là huyện có tiềm năng lớn về đánh bắt và nuôi trồng thủy sản với bờ biển dài trên 25 km, có nhiều đầm phá như đầm Sam, đầm Chuồn, đầm Thanh Lam, đầm Hà Trung, đầm Thủy Tú nằm trong hệ đầm phá Tam Giang – Cầu Hai với diện tích trên 6.800 ha mặt nước, là tiềm năng lớn để phát triển đánh bắt và nuôi trồng thủy sản. Đây là ngành kinh tế mũi nhọn, là thế mạnh, lợi thế so sánh để phát triển kinh tế - xã hội trên địa bàn.
Trên địa bàn huyện có quốc lộ 49B, tỉnh lộ 3, tỉnh lộ 18, tỉnh lộ 10A, 10B, 10C và các tuyến trục ngang nối các tỉnh lộ với quốc lộ tạo thành một hệ thống đường giao thông hợp lý, thuận lợi cho giao lưu trong nội bộ huyện và với bên ngoài.

## Hành chính
Huyện Phú Vang có 14 đơn vị hành chính cấp xã trực thuộc, bao gồm thị trấn Phú Đa (huyện lỵ) và 13 xã: Phú An, Phú Diên, Phú Gia, Phú Hải, Phú Hồ, Phú Lương, Phú Mỹ, Phú Thuận, Phú Xuân, Vinh An, Vinh Hà, Vinh Thanh, Vinh Xuân.

## Lịch sử
Nguyên xưa, nơi đây là vùng đất thuộc châu Lý của Chiêm Thành. Sau khi được sáp nhập vào Đại Việt, Nhà Trần đã đổi tên châu Lý thành Hóa Châu. Thời Lê, đặt thành huyện Tư Vinh thuộc phủ Triệu Phong. Đầu thời Nguyễn đổi tên là huyện Phú Vinh (富榮), nhưng thường đọc trại thành Phú Vang thành tên gọi như ngày nay.
Sau năm 1975, huyện Phú Vang thuộc tỉnh Bình Trị Thiên, gồm 20 xã: Phú An, Phú Đa, Phú Diên, Phú Dương, Phú Hải, Phú Hồ, Phú Lương, Phú Mậu, Phú Mỹ, Phú Tân, Phú Thanh, Phú Thuận, Phú Thượng, Phú Xuân, Vinh An, Vinh Hà, Vinh Phú, Vinh Thái, Vinh Thanh và Vinh Xuân.
Ngày 11 tháng 3 năm 1977, huyện Phú Vang sáp nhập với huyện Hương Thủy thành huyện Hương Phú, riêng 2 xã Vinh Xuân và Vinh Thanh sáp nhập vào huyện Phú Lộc.
Ngày 18 tháng 5 năm 1981, chuyển 2 xã Vinh Xuân và Vinh Thanh thuộc huyện Phú Lộc về huyện Hương Phú quản lý
Ngày 11 tháng 9 năm 1981, các xã Phú Thượng, Phú Dương, Phú Mậu, Phú Thanh và Phú Tân được sáp nhập vào thành phố Huế.
Ngày 30 tháng 6 năm 1989, tỉnh Thừa Thiên Huế được tái lập từ tỉnh Bình Trị Thiên, huyện Hương Phú thuộc tỉnh Thừa Thiên Huế.
Ngày 29 tháng 9 năm 1990, Hội đồng Bộ trưởng ban hành Quyết định 345-HĐBT. Theo đó, tái lập huyện Phú Vang từ một phần diện tích và dân số của huyện Hương Phú và thành phố Huế.
Sau khi tái lập, huyện có 21 xã: Phú An, Phú Đa, Phú Diên, Phú Dương, Phú Hải, Phú Hồ, Phú Lương, Phú Mậu, Phú Mỹ, Phú Tân, Phú Thanh, Phú Thuận, Phú Thượng, Phú Xuân, Thuận An, Vinh An, Vinh Hà, Vinh Phú, Vinh Thái, Vinh Thanh và Vinh Xuân. Huyện lỵ của huyện đặt tại xã Phú Dương.
Ngày 20 tháng 8 năm 1999, sáp nhập hai xã Thuận An và Phú Tân thành thị trấn Thuận An.
Năm 2003, huyện lỵ của huyện được dời từ xã Phú Dương về xã Phú Đa.
Ngày 30 tháng 5 năm 2011, chuyển xã Phú Đa thành thị trấn Phú Đa, thị trấn huyện lỵ huyện Phú Vang.
Ngày 1 tháng 1 năm 2020, sáp nhập xã Vinh Phú và xã Vinh Thái thành xã Phú Gia.
Ngày 27 tháng 4 năm 2021, Ủy ban Thường vụ Quốc hội ban hành Nghị quyết số 1264/NQ-UBTVQH14 (nghị quyết có hiệu lực từ ngày 1 tháng 7 năm 2021). Theo đó, chuyển thị trấn Thuận An và 4 xã: Phú Dương, Phú Mậu, Phú Thanh, Phú Thượng về thành phố Huế quản lý.
Huyện Phú Vang có 1 thị trấn và 13 xã như hiện nay.

## Kinh tế
Đầm phá Tam Giang chạy qua giữa huyện với nhiều đầm nổi tiếng: đầm Chuồn, đầm Sam, đầm Thủy Tú, đầm Hà Trung rất giàu thủy hải sản và là địa điểm du lịch sinh thái tiềm năng trong tương lai.
Trên địa bàn huyện có nhiều chợ lớn như: chợ An Dương (xã Phú Thuận), chợ Cầu (thôn Phương Diên, xã Phú Diên), chợ Cự Lại (xã Phú Hải), chợ Hà Thanh (xã Vinh Thanh), chợ Hà Úc (xã Vinh An),...

## Giáo dục
Từ ngày 01/07/2021, trên địa bàn huyện có 3 trường THPT công lập là:
- Trường THPT Nguyễn Sinh Cung (đóng tại thị trấn Phú Đa).
- Trường THPT Hà Trung (đóng tại xã Vinh Hà).
- Trường THPT Vinh Xuân (đóng tại xã Vinh Xuân).

Ngoài ra, còn có Trung tâm GDNN-GDTX huyện Phú Vang.
Ở các xã, thị trấn đều có đầy đủ các trường THCS, Tiểu học, Mầm non.

## Ẩm thực
Phú Vang nổi tiếng với món ăn như bánh tét và rượu gạo làng Chuồn (thôn An Truyền, xã Phú An), rượu gạo Vinh Thanh, nước mắm làng Trài (xã Phú Hải),...

## Di tích - Danh thắng
Vào năm 2001, tại phần đất giáp ranh giữa thôn Mỹ Khánh và thôn Phương Diên, xã Phú Diên (cách Huế khoảng 25 km theo quốc lộ 49 và 49B) đã phát hiện tháp điêu khắc nghệ thuật của dân tộc Chăm (niên đại xây dựng thế kỉ VIII - CN). Cũng vào năm đó tháp Chăm Phú Diên đã được xếp hạng di tích kiến trúc nghệ thuật cấp quốc gia. Và đến năm 2005 đã được tỉnh Thừa Thiên Huế tổ chức trùng tu để trả lại dáng vẻ ban đầu.
Bãi tắm Vinh Thanh, làn cát vàng mịn cùng nước biển xanh hòa vào khung cảnh thơ mộng tô điểm thêm cho địa điểm du lịch mới của Phú Vang và vào mùa tháng 4 đến tháng 6 đi sâu vào trong làng Vinh Thanh nỗi lên một đầm sen nối dài vô tận mùi hương của hoa sen, màu hồng của hoa màu xanh của lá tạo nên một khung cảnh thiên nhiên xinh đẹp hiền dịu níu chân người yêu thiên nhiên ở lại.
"Thành phố lăng" đầy vẻ bí ẩn và đã được một tờ báo của Anh đưa tin. Đó chính là khu nghĩa địa ở làng An Bằng, xã Vinh An được xây dựng rất đồ sộ và hoành tráng. Kiến trúc các lăng mộ chủ yếu mô phỏng theo kiến trúc của một số lăng các vua triều Nguyễn. Kinh phí xây dựng có những lăng lên đến mấy tỉ VND.

## Danh nhân nổi bật
- Giáo sư Hồ Đắc Di (An Truyền, xã Phú An)
- Nhạc sĩ Châu Kỳ (Dưỡng Mong, xã Phú Mỹ)